# Piaski (gromada w powiecie gostyńskim)
Piaski – dawna gromada, czyli najmniejsza jednostka podziału terytorialnego Polskiej Rzeczypospolitej Ludowej w latach 1954–1972.
Gromady, z gromadzkimi radami narodowymi (GRN) jako organami władzy najniższego stopnia na wsi, funkcjonowały od reformy reorganizującej administrację wiejską przeprowadzonej jesienią 1954 do momentu ich zniesienia z dniem 1 stycznia 1973, tym samym wypierając organizację gminną w latach 1954–1972.
Gromadę Piaski z siedzibą GRN w Piaskach utworzono – jako jedną z 8759 gromad na obszarze Polski – w powiecie gostyńskim w woj. poznańskim, na mocy uchwały nr 20/54 WRN w Poznaniu z dnia 5 października 1954. W skład jednostki weszły obszary dotychczasowych gromad Drzęczewo I, Drzęczewo II, Godurowo, Grabonóg, Michałowo, Piaski, Podrzecze i Smogorzewo oraz miejscowość Strzelce Wielkie z dotychczasowej gromady Strzelce Wielkie ze zniesionej gminy Piaski, a także miejscowość Bogusławki z dotychczasowej gromady Ostrowo ze zniesionej gminy Gostyń – w tymże powiecie. Dla gromady ustalono 27 członków gromadzkiej rady narodowej.
1 stycznia 1958 z gromady Piaski wyłączono część obszaru miejscowości Głogówko (4,6864 ha), włączając ją do miasta Gostynia w tymże powiecie.
1 stycznia 1962 z gromady Piaski wyłączono miejscowość Bogusławki, włączając ją do nowo utworzonej gromady Gostyń w tymże powiecie.
4 lipca 1968 do gromady Piaski włączono miejscowości Szelejewo I, Szelejewo II i Lipie ze zniesionej gromady Szelejewo oraz miejscowości Bodzewo, Bodzewko, Rębowo i Strzelce Małe ze zniesionej gromady Bodzewo w tymże powiecie.
1 stycznia 1970 do gromady Piaski włączono 12,65 ha z miasta Gostyń w tymże powiecie.
Gromada przetrwała do końca 1972 roku, czyli do kolejnej reformy gminnej. 1 stycznia 1973 w powiecie gostyńskim reaktywowano gminę Piaski.